# أليس إلينور لامبرت
أليس إلينور لامبرت (بالإنجليزية: Alice Elinor Lambert)‏ (8 يناير 1886، كورفاليس في الولايات المتحدة - 19 فبراير 1981، ماريسفيل في الولايات المتحدة)؛ كاتِبة وروائية أمريكية.